# 8782 Bakhrakh
8782 Bakhrakh eller 1976 UG2 är en asteroid i huvudbältet som upptäcktes den 26 oktober 1976 av den ryska astronomen Tamara Smirnova vid Krims astrofysiska observatorium på Krim. Den har fått sitt namn efter Lev Davidovitj Bachrach.
Asteroiden har en diameter på ungefär nio kilometer och tillhör asteroidgruppen Nysa.